# Jana Esther Fries
Jana Esther Fries (* 1969 in Gießen) ist eine deutsche Archäologin. Sie gehört dem Verband der Landesarchäologen an.
Jana Esther Fries studierte Ur- und Frühgeschichte, Klassische Archäologie und Pädagogik an den Universitäten Gießen und Kiel. Den ersten Abschnitt ihres Studiums schloss sie 1995 mit dem Magister ab. 2004 wurde sie mit einer Arbeit zur „Hallstattzeit im Nördlinger Ries“ promoviert.
Von 1996 bis 2006 war sie bei verschiedenen Landesdenkmalämtern beschäftigt, darunter in Brandenburg, Rheinland-Pfalz, Sachsen und Sachsen-Anhalt, wo sie jeweils Rettungsgrabungen leitete. Seit dem 1. Juli 2007 ist sie Referatsleiterin für Archäologie im Stützpunkt Oldenburg des Niedersächsischen Landesamtes für Denkmalpflege und zuständig für den Bereich Weser-Ems. Mit Fries rückte in Niedersachsen erstmals eine Frau auf eine Schlüsselposition in der Denkmalpflege. Fries ist Lehrbeauftragte an der Universität Oldenburg.
Ihre Forschungsinteressen liegen in der Eisenzeit, der Siedlungsarchäologie, der feministischen Archäologie und Geschlechterforschung sowie in der Außenwirkung von Archäologie. Im FemArc – Netzwerk archäologisch arbeitender Frauen ist sie seit seiner Gründung im Jahr 1991 aktiv und Mitherausgeberin der wissenschaftlichen Schriftenreihe Frauen – Forschung – Archäologie. In der AG Geschlechterforschung bei den Deutschen Verbänden für Altertumsforschung ist Fries Co-Sprecherin.

## Veröffentlichungen (Auswahl)
- mit Hans-Wilhelm Heine: Der „Heidenwall“, eine Burganlage des 11. Jahrhunderts – eine Rettungsgrabung als Beitrag zur Oldenburger Stadtgeschichte in: Berichte zur Denkmalpflege in Niedersachsen, 4/2007, S. 118–124.
- Burg zwischen Fluss und Moor. Der „Oldenburger Heidenwall.“ in: Archäologie in Niedersachsen, 2008, S. 56–59.
- Gruben, Gruben und noch mehr Gruben. Die mesolithische Fundstelle Eversten 3, Stadt Oldenburg (Oldbg.) in: Die Kunde N.F. 61, 2010, S. 21–37.
- Die Wracks im Watt – zwei neuzeitliche Zeugnisse des Handels an der niedersächsischen Nordseeküste in: Archäologie in Niedersachsen, 2011, S. 71–74.
- mit A. Hummel und G. Stahn: Wo sind die Häuser? Eine eisenzeitliche Siedlung bei Papenburg in: Archäologie in Niedersachsen, 2012, S. 118–121.
- Bronzezeit ohne Bronze – Untersuchung eines Grabhügels mit mehreren Nachbestattungen bei Visbek in: Archäologie in Niedersachsen, 2013, S. 140–142
- Die längste Rettungsgrabung Oldenburgs. 25 Jahre Dokumentation der mittelalterlichen Stadtmauer in: Archäologie in Niedersachsen, 2014, S. 132–135.
- Biogas und Archäologie – Flächenumnutzung in der Landwirtschaft Niedersachsens in: Energiewende und Archäologie, Osnabrück, 2015, S. 52–61 (Online, pdf, 9,7 MB)
- mit Utz Böhner und Thomas Terberger: Neues aus dem Westen: Neandertalerzeitliche Funde aus der Grafschaft Bentheim in: Archäologie in Niedersachsen, 2015, S. 97–99.
- mit Michael Wesemann: Aus wenig viel gemacht: Kaiserzeitliche Grundrisse bei Cloppenburg in: Archäologie in Niedersachsen, 2016, S. 112–114.
- Von Jägern und Sammlern und der bodendenkmalpflege. Wie sich Fundbilder durch ehrenamtlichen Einsatz verändern. in: Archäologie in Niedersachsen, 2017, S. 43–47.